# Чжао И
Чжа́о И (кит. трад. 趙翼, упр. 赵翼; 1727—1814) — китайский поэт, теоретик литературы, историк, государственный служащий времён империи Цин.

## Биография
Происходил из купеческой семьи. Родился в уезде Уцзинь. В юности обнаружил талант к обучению. В 1741 году потерял отца. После нескольких неудачных попыток в 1750 году успешно сдал провинциальный экзамен, а в 1761 году — императорский, получив высшую ученую степень цзиньши. После этого его определили на государственную службу. В 1766 году он занимал должность инспектора в префектурах Гуанси, потом в Гуанчжоу, Гуйчжоу.
В 1772 году в связи с болезнью матери уходит в отставку. Через несколько лет возвращается на службу. В 1787 году назначается помощником губернатора Тайваня. В 1812 году в связи с болезнью окончательно оставляет службу. В 1814 году умирает.

## Творчество
В наследии много произведений, среди которых — «Размышления о поэзии», «Хронология жизни Лу Ю», поэта XII ст., исторические работы «Замечания до двадцати двух династийных историй».
Считая, что развитие литературы связано с развитием общества, Чжао И ставил современные ему произведения выше древних. Стихи танских поэтов Ли Бо и Ду Фу, писал он, прекрасны, но теперь они не могут выглядеть такими свежими и новыми, как во время их создания, поэтому нечего им подражать.
Разделяя взгляды своего друга Юань Мэя на поэзию как на средство выражения индивидуальных чувств и мыслей, Чжао И создал множество замечательных стихов, которые передали дух времени — «Читаю книги», «Живу, свободный от дел» и тому подобное. В ряде его стихотворений звучит сочувствие крестьянам, насмешки над чиновниками, сатира на педантов — конфуцианцев и лжеученых.